# (1062) Ljuba
(1062) Ljuba ist ein Asteroid des Hauptgürtels, der am 11. Oktober 1925 vom russischen Astronomen Sergei Iwanowitsch Beljawski am Krim-Observatorium in Simejis entdeckt wurde.
Der Asteroid ist nach Ljuba Berlin benannt, einer Fallschirmspringerin, die mit 21 Jahren ums Leben kam.